# Hohällan
Hohällan är ett naturreservat i Sandvikens kommun i Gävleborgs län.
Området är naturskyddat sedan 1996 och är 18 hektar stort. Reservatet består av barrskog med hällmark med gles tallskog på höjder.